# The Jewish Week

The Jewish Week

Die Jewish Week ist eine unabhängige jüdische Wochenzeitung mit Sitz in New York. Mit einer Auflage von rund 70.000 Exemplaren ist die Zeitung die auflagenstärkste jüdische Publikation in den USA. Es werden fünf regionale Ausgaben für den Großraum New York angeboten. Der Herausgeber ist seit 1993 Gary Rosenblatt.

## Inhaltliche Ausrichtung
Inhaltlich werden jüdische Nachrichten aus New York, den Vereinigten Staaten und Israel präsentiert. Der Inhalt der Wochenzeitung ist wie folgt strukturiert:
- Israel news – aktuelle Nachrichten aus der Politik, Religion und Kultur Israels
- US National Jewish news – Nachrichten über US-Innen- und US-Außenpolitik
- New York regional Jewish news – lokale Nachrichten aus dem Großraum New York
- Jewish Life – jüdische Kultur und Lifestyle
- Arts – jüdische Bücher, Kunst, Filme etc.
- Business and Technology – Wirtschaft und Technologie in Israel